# Железная дорога юбилейной выставки
Железная дорога юбилейной выставки — бывшая железная дорога в Аделаиде, Южная Австралия. Была построена в 1887 году от места, где сейчас находится железнодорожный вокзал Аделаиды до здания юбилейной выставки. Линия использовала существующий туннель, построенный в 1854 году под Кинг-Вильям-роуд для перевозки лошадей и скота. Туннель, вероятно, является источником слухов о железнодорожных туннелях, расположенных под городом Аделаида. Большая часть земли, где когда-то проходила железнодорожная линия, была отдана под постройку Аделаидского университета и Фестивального центра Аделаиды. На сегодняшний день не осталось никаких следов существования этой железнодорожной линии.

## История
Железная дорога была построена для Юбилейной международной выставки и использовалась для перевозки экспонатов, а в военное время для переброски войск на корабли в порту. Впоследствии линия обслуживала выставочные площадки Аделаиды, расположенные в восточной части территории теперешнего Аделаидского университета. В 1927 году, когда выставочные площадки были перемещены в Уэйвилл, железная дорога была закрыта, а туннель под Кинг-Уильям-роуд был засыпан.
В 1973 году туннель был обнаружен во время строительства Фестивального центра Аделаиды. Открытый участок туннеля шириной около 5 метров и длиной не менее 10 метров был облицован голубым камнем. Городской совет Аделаиды выяснил, стоит ли открывать туннель в качестве подземного перехода к новому фестивальному центру. Правительство штата согласилось внести 35 000 долларов на реконструкцию туннеля. Однако впоследствии выяснилось, что стоимость проекта была сильно занижена до 90 000—140 000 долларов США, поэтому проекты был заброшен, а раскопки были засыпаны.